# Кератофаги

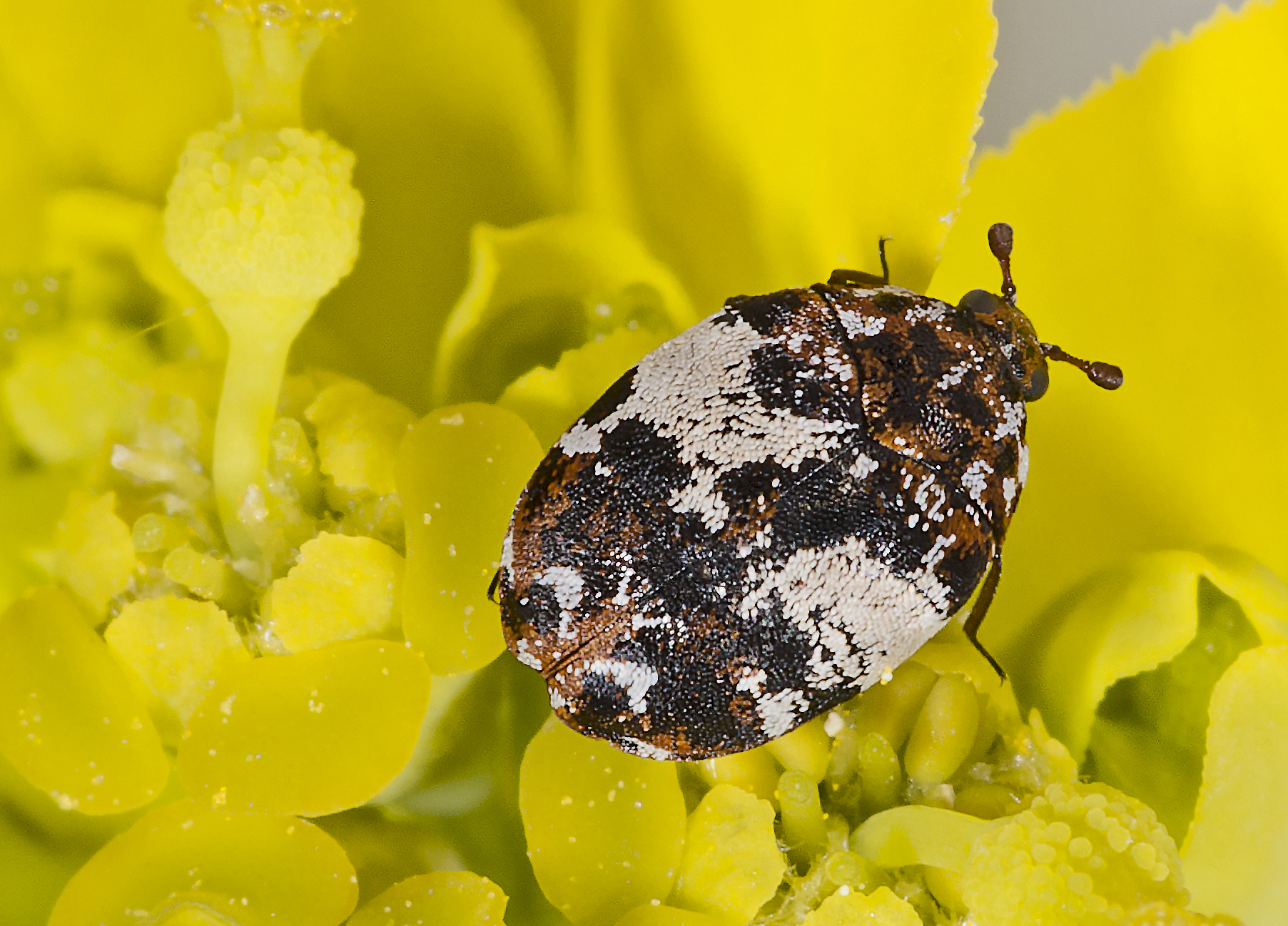
Шкіроїд Anthrenus pimpinellae, личинки якого є типовими кератофагами.

Кератофаги — тварини, що живляться переважно, або виключно, кератинами волосяного покриву і рогових утворень ссавців, а також пір'я птахів.
Найбільш типовим прикладом є молі-кератофаги — дрібні метелики родини Tineidae, гусениці яких живляться такими стійкими органічними утвореннями, як шерсть, шкіра, кігті, роги, копита.
Гусениці молей роду Ceratophaga живуть в рогах африканських антилоп живлячись кератином.
Представники кератофагів існують і серед личинок жорсткокрилих: жуки родини шкіроїди, і пластинчастовусі — зокрема представники роду Trox.
До кератофагів відносять також пилових кліщів.